# Kung Fu

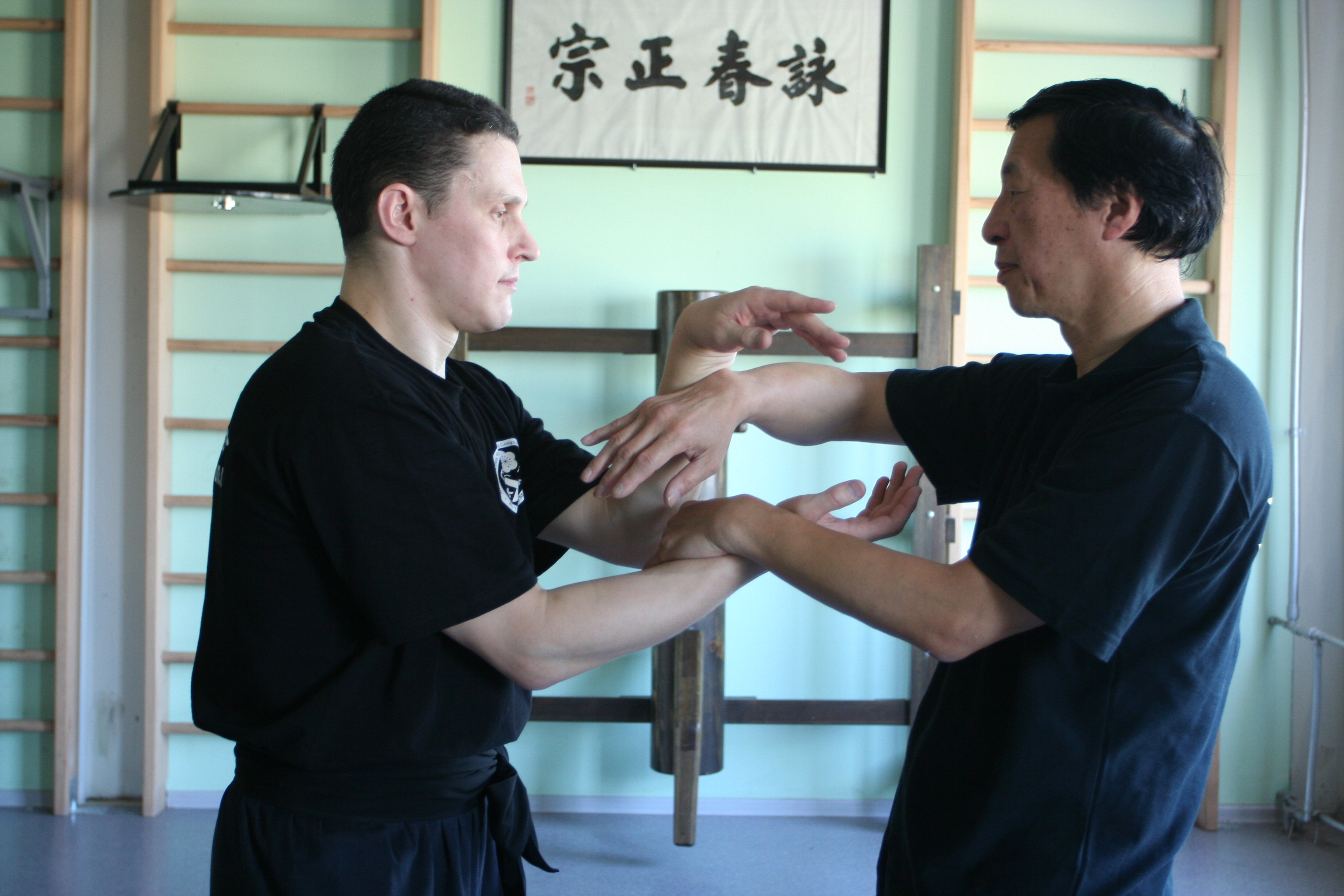
Kung Fu-simulare

Kung fu, gongfu, gung fu („efort uman” 功夫, Pinyin: gōngfu) termeni noi pentru persoanele din afara Chinei, (Europeni, Americani, etc), care pe la sfârșitul sec. 19 începutul sec. 20 nu cunoșteau cultura, viața socială și limba vorbită în toate formele ei, popularizează acești termeni la început în Europa și America, apoi în lume, pentru artele marțiale chinezești. Corect wushu (chineză simplificată: 武术; chineză tradițională: 武術; pinyin: wǔshù) este termenul care reprezintă totalitatea stilurilor de luptă, sportiv sau exerciții fizice, de relaxare, de sănătate dezvoltate și practicate de către populația din China  pe teritoriul acesteia, ulterior răspândite în lume. Kung fu, gongfu, gung fu termeni chinezești care fac referire la măiestrie (înalt grad de perfecționare, pricepere) într-un domeniu anume ( bucătar, doctor, constructor, practicant al artelor marțiale). Persoanele din Europa și America ajunse în China în vremurile acelea nu dispuneau de traducători experimentați sau dicționare bine fundamentate. Aceste lucruri abia se puneau în mișcare, mai precis este vorba despre comercianții și persoanele care ajungeau în China cu alte treburi decât cele oficiale, de stat, pentru care existau experți (kung fu), persoane care întâlneau o cultură diferită cu comportament social diferit și care au luat contact în piețele orașelor, pe podiumurile special amenajate, cu o formă de luptă diferită de boxul sau luptele clasice/greco-romane binecunoscute în VEST. Populația se strângea în piețe, în jurul acestor podiumuri, pentru a urmări reprezentația de lupte care desemna un luptător Kung fu în artele martiale chinezești (wushu). La sfârșit cel rămas în picioare pe podium era aclamat și catalogat drept Kung fu. Noii sosiți în vechea cultură au asociat formei de luptă abia descoperită termenul Kung fu, fără a ști că tocmai redenumiseră  un sistem complex cu o istorie lungă în spate denumit de localnici wushu (chineză simplificată: 武术; chineză tradițională: 武術; pinyin: wǔshù)

### Wushu "Kung Fu"
Peste 350 de stiluri distincte împărțite în
- stiluri externe (pun accent pe forța fizică, viteză)
- stiluri interne (pun accent pe respirație, energia interioară, etc, corpul fiind relaxat, cu mișcări lente în timpul antrenamentului)

## Instruire
Instruirea în domeniul artelor marțiale chinezești este formată din următoarele componente: elemente de bază, forme, aplicații și arme; stiluri diferite, pune accent diferit pe fiecare componentă. În plus, filozofia, etica și chiar practica medicală sunt foarte apreciate de majoritatea artelor marțiale chinezești. Un sistem complet de formare ar trebui să ofere, de asemenea, o perspectivă asupra atitudinilor și culturii chineze.